# Ламеција Терме
Ламеција Терме (итал. Lamezia Terme) град је у јужној Италији. Ламеција Терме је други по величини и значају град округа Катанцаро у оквиру италијанске покрајине Калабрија.

## Природне одлике
Град Ламеција Терме налази се у средишњем делу Калабрије, на 38 км северозападно од седишта покрајине, града Катанцара. Град се сместио близу југоисточне обале Тиренског мора (10 км), али није на мору. Он се налази на крају приморске равнице, на око 200 m надморске висине. Северно од града стрмо се издижу крајње јужни Апенини.

## Географија
| Клима (Ламеција Терме)     | Клима (Ламеција Терме) | Клима (Ламеција Терме) | Клима (Ламеција Терме) | Клима (Ламеција Терме) | Клима (Ламеција Терме) | Клима (Ламеција Терме) | Клима (Ламеција Терме) | Клима (Ламеција Терме) | Клима (Ламеција Терме) | Клима (Ламеција Терме) | Клима (Ламеција Терме) | Клима (Ламеција Терме) | Клима (Ламеција Терме) |
| Показатељ \ Месец          | .Јан.                  | .Феб.                  | .Мар.                  | .Апр.                  | .Мај.                  | .Јун.                  | .Јул.                  | .Авг.                  | .Сеп.                  | .Окт.                  | .Нов.                  | .Дец.                  | .Год.                  |
| -------------------------- | ---------------------- | ---------------------- | ---------------------- | ---------------------- | ---------------------- | ---------------------- | ---------------------- | ---------------------- | ---------------------- | ---------------------- | ---------------------- | ---------------------- | ---------------------- |
| Средњи максимум, °C (°F)   | 13,8 (56,8)            | 14,2 (57,6)            | 15,9 (60,6)            | 17,8 (64)              | 21,9 (71,4)            | 25,9 (78,6)            | 28,6 (83,5)            | 29,2 (84,6)            | 26,9 (80,4)            | 23,0 (73,4)            | 18,6 (65,5)            | 15,2 (59,4)            | 29,2 (84,6)            |
| Средњи минимум, °C (°F)    | 5,7 (42,3)             | 5,5 (41,9)             | 7,0 (44,6)             | 8,7 (47,7)             | 12,1 (53,8)            | 15,6 (60,1)            | 18,1 (64,6)            | 18,1 (64,6)            | 15,6 (60,1)            | 12,9 (55,2)            | 9,4 (48,9)             | 6,6 (43,9)             | 5,5 (41,9)             |
| Количина падавина, mm (in) | 92 (36,2)              | 105 (41,3)             | 91 (35,8)              | 68 (26,8)              | 45 (17,7)              | 18 (7,1)               | 17 (6,7)               | 15 (5,9)               | 39 (15,4)              | 103 (40,6)             | 111 (43,7)             | 120 (47,2)             | 824 (324,4)            |
| [ тражи се извор ]         |                        |                        |                        |                        |                        |                        |                        |                        |                        |                        |                        |                        |                        |

## Становништво
Према резултатима пописа становништва 2011. у општини је живело 70.336 становника.
| 1931.  | 1936.  | 1951.  | 1961.  | 1971.  | 1981.  | 1991.  | 2001.  | 2011.  |
| ------ | ------ | ------ | ------ | ------ | ------ | ------ | ------ | ------ |
| 40.298 | 41.627 | 52.180 | 53.738 | 56.018 | 63.989 | 70.114 | 70.501 | 70.336 |

Ламеција Терме данас има око 71.000 становника, махом Италијана. То је преко 2 пута више становништва него пре 100 година.

## Партнерски градови
- Балашађармат

## Галерија
- Сан Теодоро, средњовековни део града са замком на врху
- Црква Анунцијата
- Здање железничке станице
- Стари бастион